# Yasser al-Habib
Szajch Jassir al-Habib, arabski: الشيخ ياسر الحبيب (urodzony w 1979) – szyicki duchowny z Kuwejtu. W listopadzie 2003 aresztowany za zniesławianie Abu Bakra, Aiszy i Omara. Oskarżenie oparto na nagraniach z prywatnych wykładów w zamkniętym gronie.
W lutym 2004 zwolniony w ramach dorocznej amnestii uciekł do Wielkiej Brytanii. Zaocznie skazany na 25 lat więzienia.
Nagrał dwa wykłady: Kto zabił Proroka Mahometa (Who killed the Prophet Muhammad) i Dlaczego szyici nienawidzą Omara (Why do Shiites hate Umar Ibn al-Khattab). 
Gazeta Al-Sha'ab opisała go jako zdrajcę i apostatę na swej głównej stronie.
Jest założycielem Fadak TV.